# Lista de museus e centros culturais do Rio de Janeiro

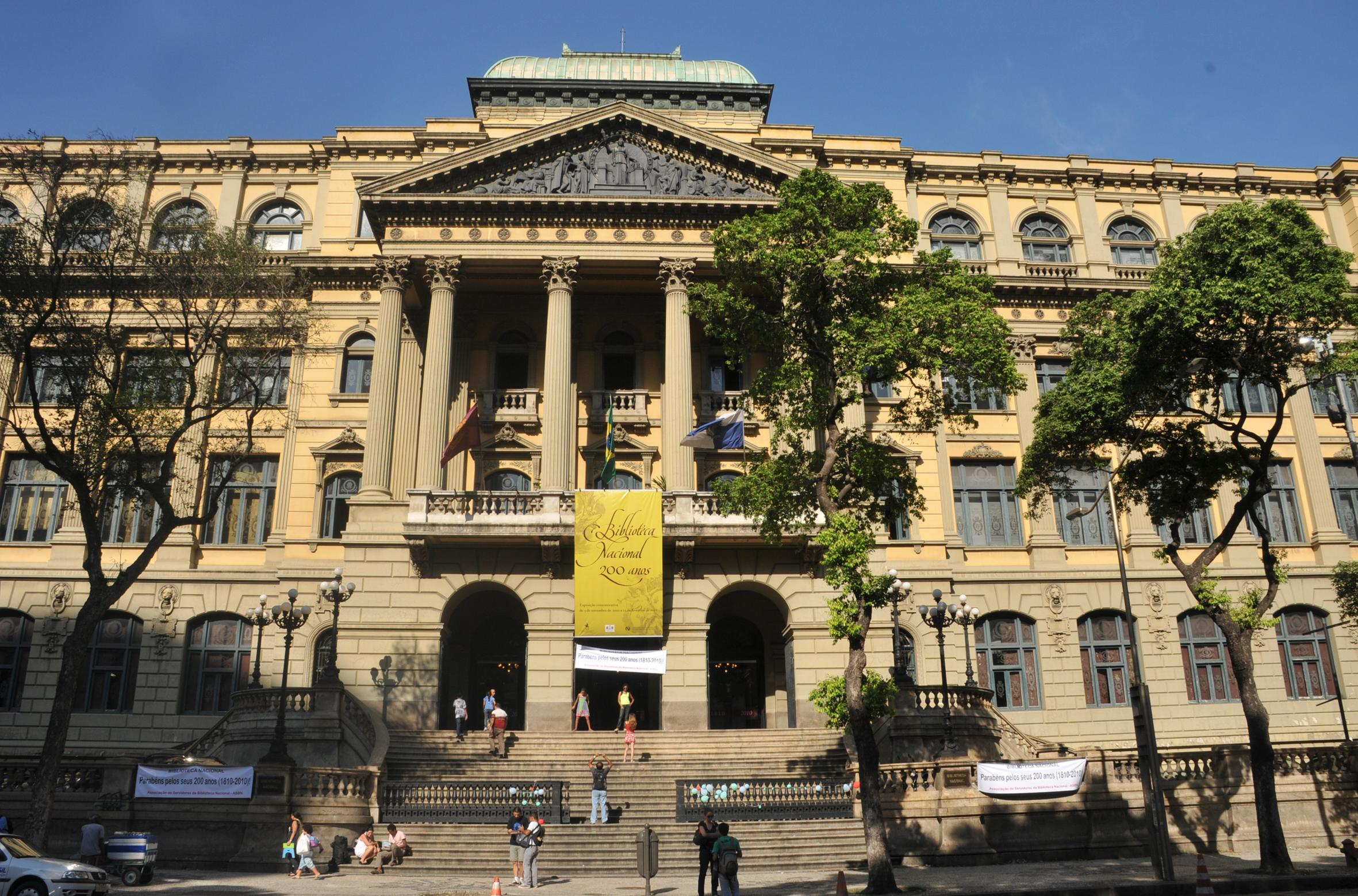
Biblioteca Nacional

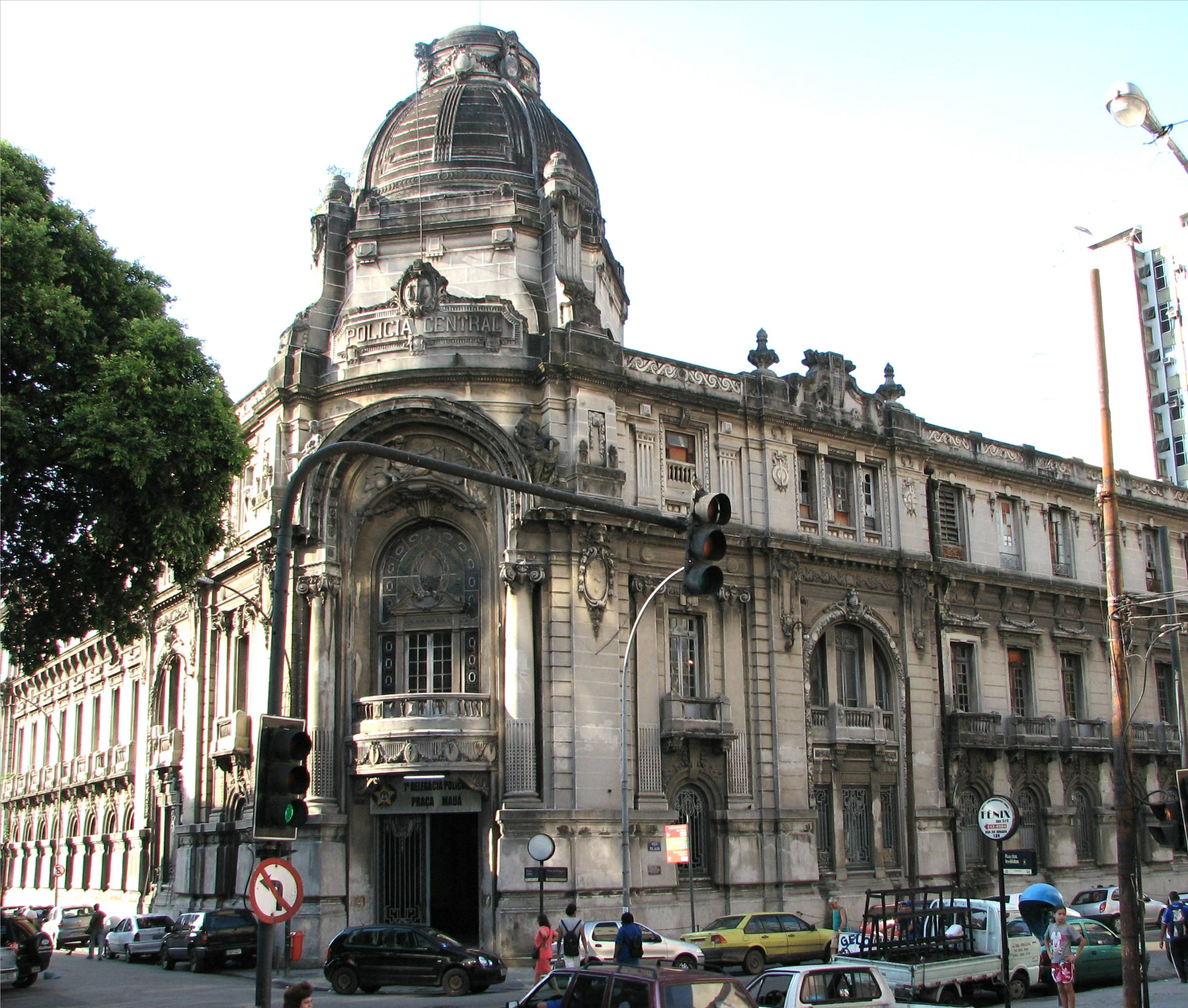
Museu da Polícia Civil

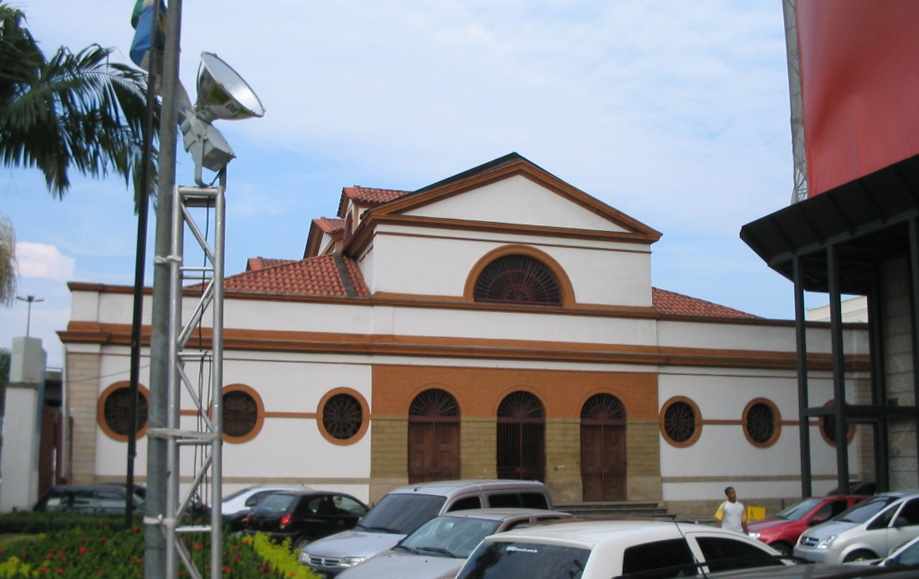
Casa França-Brasil

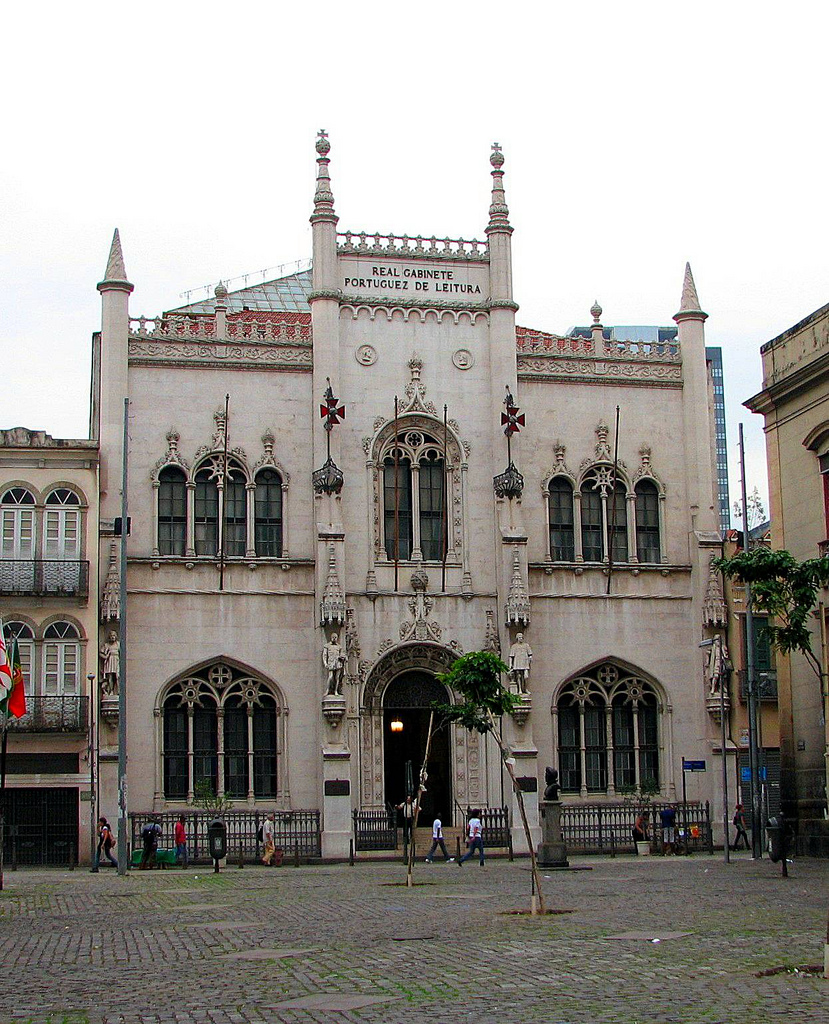
Real Gabinete Português de Leitura‎

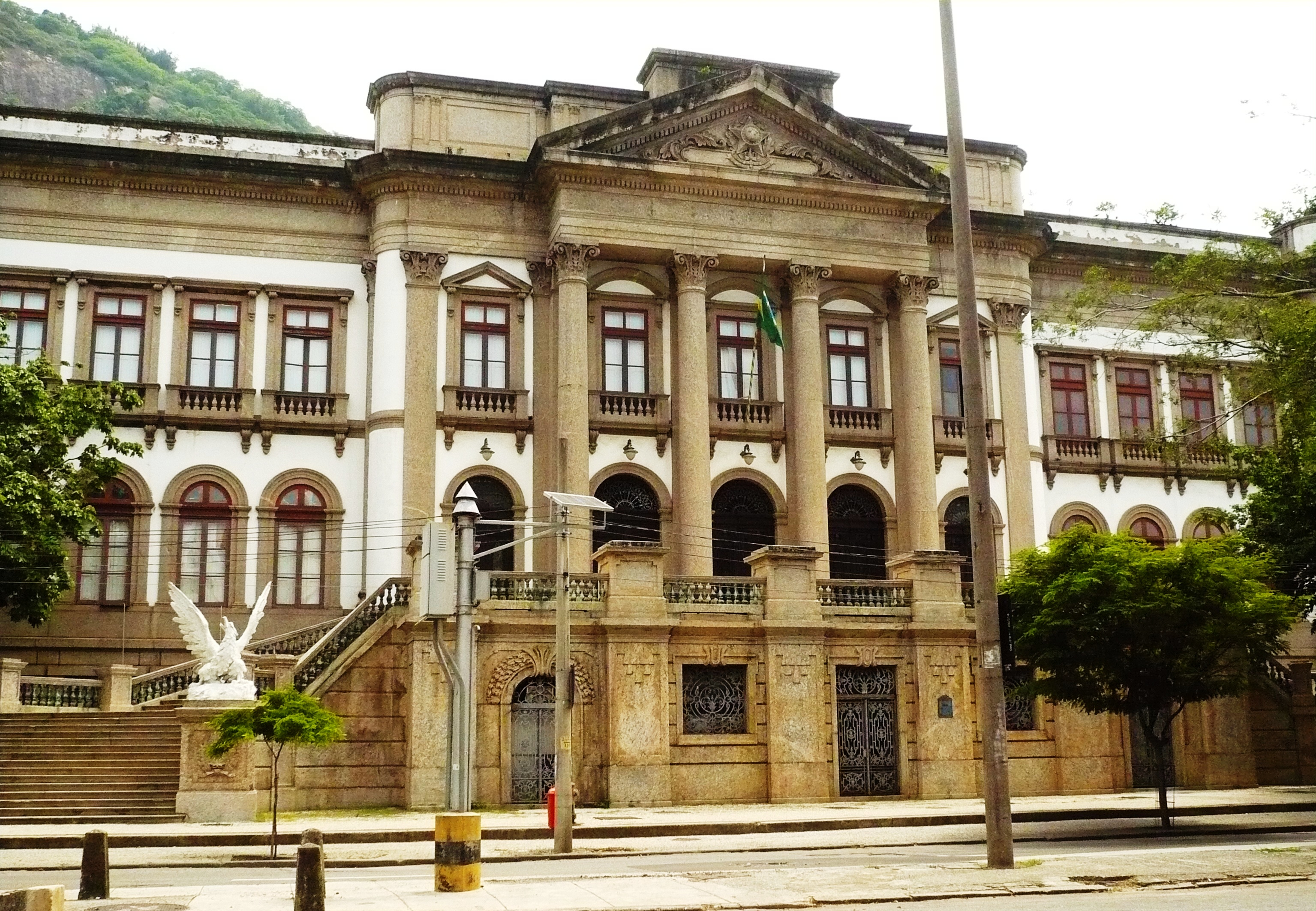
Museu de Ciências da Terra

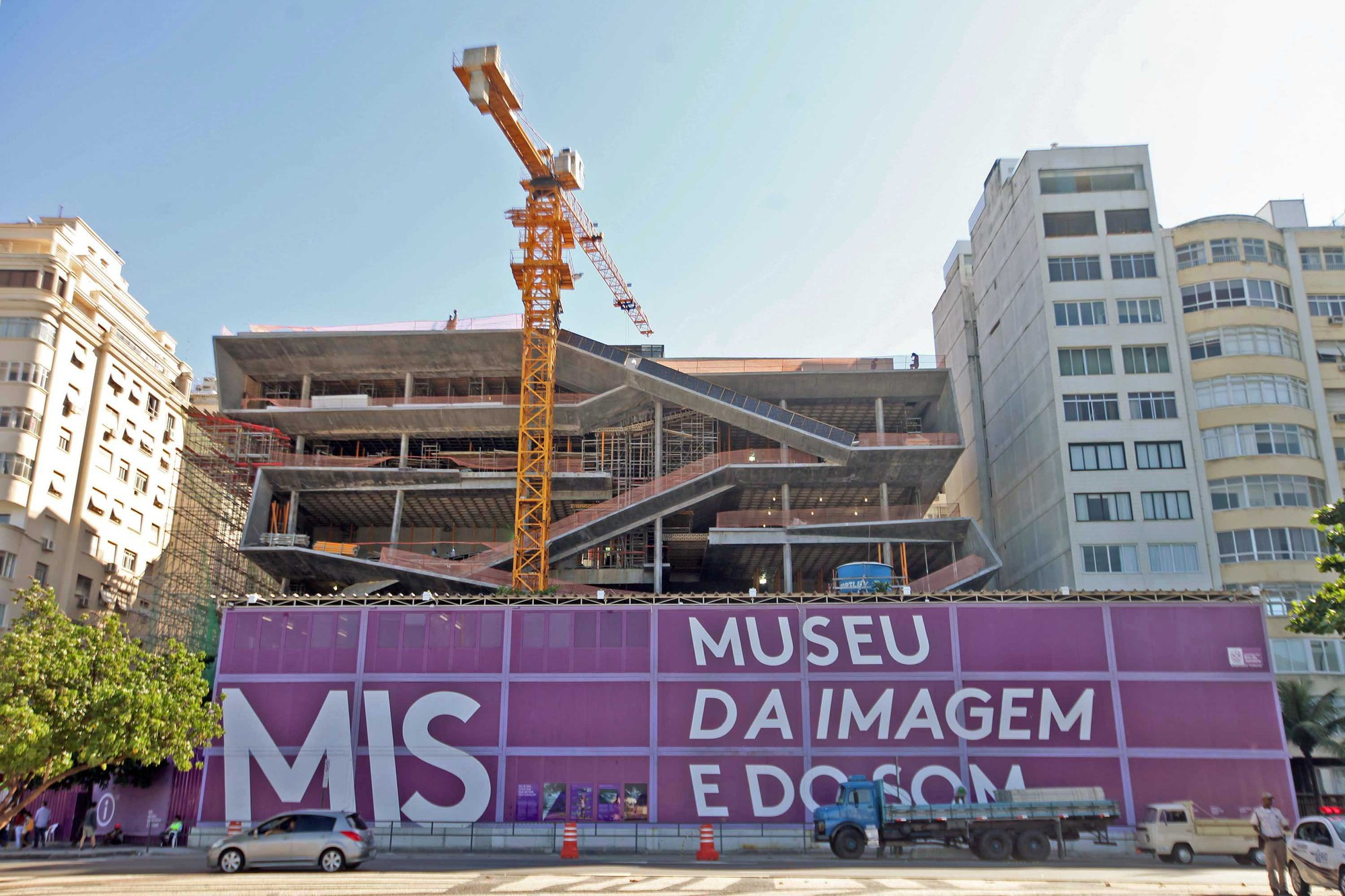
Fachada da nova sede do Museu da Imagem e do Som em junho de 2014.

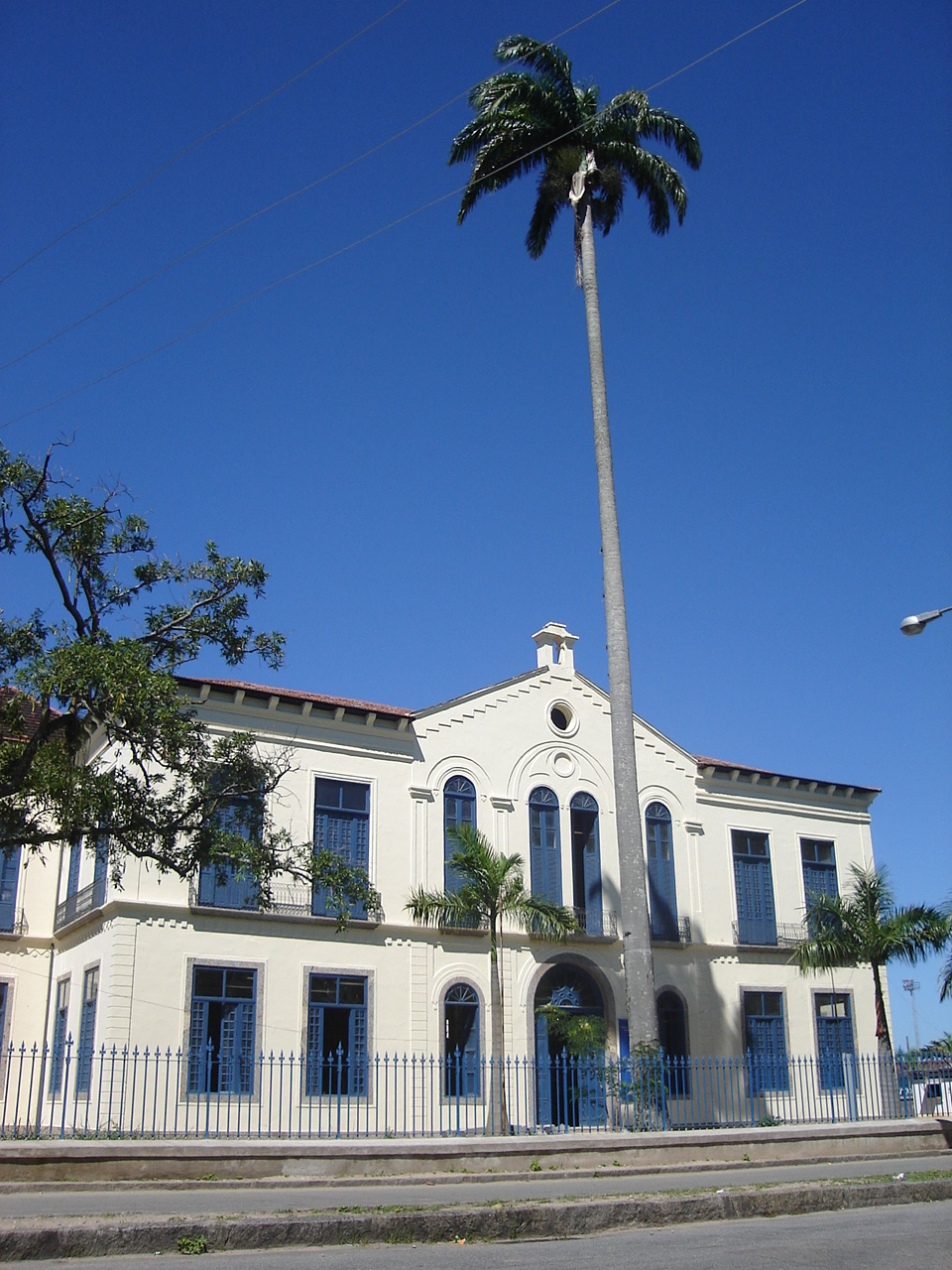
Palacete Princesa Isabel abriga o Centro Cultural Municipal de Santa Cruz.

Este anexo é uma lista dos museus e centros culturais do estado do Rio de Janeiro, no Brasil.
| Instituição                                                               | Município       | Nome alternativo                                                           |
| ------------------------------------------------------------------------- | --------------- | -------------------------------------------------------------------------- |
| Centro Cultural Abrigo dos Bondes                                         | Niterói         |                                                                            |
| Aldeia de Arcozelo                                                        | Paty do Alferes | Centro Cultural Paschoal Carlos Magno                                      |
| Anita Schwatz Art Galery                                                  | Rio de Janeiro  | ASAG                                                                       |
| Arquivo Nacional                                                          | Rio de Janeiro  |                                                                            |
| Biblioteca Nacional do Brasil                                             | Rio de Janeiro  | BNB                                                                        |
| Casa Baukurs                                                              | Rio de Janeiro  |                                                                            |
| Casa da Cultura Elbe de Holanda                                           | Rio de Janeiro  |                                                                            |
| Casa da Gávea                                                             | Rio de Janeiro  |                                                                            |
| Casa de Arte e Cultura Julieta de Serpa                                   | Rio de Janeiro  |                                                                            |
| Casa de Banho de Dom João VI                                              | Rio de Janeiro  | Museu da Limpeza Urbana                                                    |
| Casa de Cultura Laura Alvim                                               | Rio de Janeiro  |                                                                            |
| Casa do Saber                                                             | Rio de Janeiro  |                                                                            |
| Casa França-Brasil                                                        | Rio de Janeiro  | CFB                                                                        |
| Castelinho do Flamengo                                                    | Rio de Janeiro  |                                                                            |
| Centro Carioca de Design                                                  | Rio de Janeiro  |                                                                            |
| Centro Cultural Chico Mendes                                              | Rio de Janeiro  |                                                                            |
| Centro Cultural Paschoal Carlos Magno                                     | Niterói         |                                                                            |
| Centro Cultural Arte Sesc                                                 | Rio de Janeiro  |                                                                            |
| Centro Cultural Banco do Brasil                                           | Rio de Janeiro  | CCBB RJ                                                                    |
| Centro Cultural Correios Niterói                                          | Niterói         |                                                                            |
| Centro Cultural Correios (Rio de Janeiro)                                 | Rio de Janeiro  |                                                                            |
| Centro Cultural da Justiça Federal                                        | Rio de Janeiro  |                                                                            |
| Centro Cultural Municipal de Santa Cruz Dr. Antônio Nicolau Jorge         | Rio de Janeiro  |                                                                            |
| Centro Cultural Jerusalém                                                 | Rio de Janeiro  |                                                                            |
| Centro Cultural Light                                                     | Rio de Janeiro  |                                                                            |
| Centro Cultural Suassuna                                                  | Rio de Janeiro  |                                                                            |
| Centro de Arquitetura e Urbanismo                                         | Rio de Janeiro  | CAU                                                                        |
| Centro de Integração da Cultura Afro-Brasileira                           | Nilópolis       | Ciafro, Centro Cultural Afro-Brasileiro de Nilópolis                       |
| Centro Municipal de Referência da Música Carioca Artur da Távola          | Rio de Janeiro  |                                                                            |
| Cidade das Artes                                                          | Rio de Janeiro  |                                                                            |
| Clark Art Center                                                          | Rio de Janeiro  |                                                                            |
| Concha Acústica (Rio das Ostras)                                          | Rio das Ostras  |                                                                            |
| Espaço Ciência Viva                                                       | Rio de Janeiro  |                                                                            |
| Espaço Cultural da Marinha                                                | Rio de Janeiro  |                                                                            |
| Espaço Cultural do Banco Central                                          | Rio de Janeiro  | ECBC                                                                       |
| Espaço Eliana Benchimol                                                   | Rio de Janeiro  |                                                                            |
| Espaço Cultural Sérgio Porto                                              | Rio de Janeiro  |                                                                            |
| Fundação Casa de Rui Barbosa                                              | Rio de Janeiro  |                                                                            |
| Fundação Eva Klabin                                                       | Rio de Janeiro  |                                                                            |
| Galeria Athena                                                            | Rio de Janeiro  |                                                                            |
| Galeria Cosmocopa de Arte Contemporânea                                   | Rio de Janeiro  |                                                                            |
| Galeria Fotospaço                                                         | Rio de Janeiro  |                                                                            |
| Galeria Arte-ocupe                                                        | Rio de Janeiro  |                                                                            |
| Galeria de Arte de Ipanema                                                | Rio de Janeiro  | GAI                                                                        |
| Human Art Projects                                                        | Rio de Janeiro  |                                                                            |
| HAP Galeria                                                               | Rio de Janeiro  |                                                                            |
| Instituto Histórico e Geográfico Brasileiro                               | Rio de Janeiro  |                                                                            |
| Instituto Moreira Salles                                                  | Rio de Janeiro  |                                                                            |
| Instituto Oi Futuro                                                       | Rio de Janeiro  |                                                                            |
| Lurixs Arte Contemporânea                                                 | Rio de Janeiro  |                                                                            |
| Memorial Getúlio Vargas                                                   | Rio de Janeiro  | Museu da Segunda República                                                 |
| Museu Aeroespacial                                                        | Rio de Janeiro  |                                                                            |
| Museu Antônio Parreiras                                                   | Niterói         |                                                                            |
| Museu Arquidiocesano de Arte Sacra                                        | Rio de Janeiro  | MADAS                                                                      |
| Museu Carmen Miranda                                                      | Rio de Janeiro  |                                                                            |
| Museu Casa da Hera                                                        | Vassouras       |                                                                            |
| Museu Cocuruto                                                            | Rio de Janeiro  |                                                                            |
| Museu da Cachaça                                                          | Paty do Alferes |                                                                            |
| Museu da Chácara do Céu                                                   | Rio de Janeiro  |                                                                            |
| Museu da Fauna                                                            | Rio de Janeiro  |                                                                            |
| Museu da Imagem e do Som                                                  | Rio de Janeiro  |                                                                            |
| Museu da Polícia Civil                                                    | Rio de Janeiro  |                                                                            |
| Museu da República                                                        | Rio de Janeiro  | Palácio das Águias, Palácio do Catete                                      |
| Museu de Arte Contemporânea de Niterói                                    | Niterói         | MAC-NIT                                                                    |
| Museu de Astronomia e Ciências Afins                                      | Rio de Janeiro  | Observatório Nacional ou MAST                                              |
| Museu de Ciências da Terra                                                | Rio de Janeiro  |                                                                            |
| Museu de História e Artes do Estado do Rio de Janeiro                     | Niterói         | Museu do Ingá                                                              |
| Museu do Açude                                                            | Rio de Janeiro  |                                                                            |
| Museu do Amanhã                                                           | Rio de Janeiro  |                                                                            |
| Museu do Clube de Regatas do Flamengo                                     | Rio de Janeiro  |                                                                            |
| Museu do Folclore                                                         | Rio de Janeiro  |                                                                            |
| Museu do Samba                                                            | Rio de Janeiro  |                                                                            |
| Museu de Arte do Rio                                                      | Rio de Janeiro  | MAR                                                                        |
| Museu do Índio                                                            | Rio de Janeiro  |                                                                            |
| Museu do Negro                                                            | Rio de Janeiro  |                                                                            |
| Museu do Paisagismo Roberto Burle Marx                                    | Rio de Janeiro  |                                                                            |
| Museu do Primeiro Reinado                                                 | Rio de Janeiro  |                                                                            |
| Museu Dom João VI                                                         | Rio de Janeiro  |                                                                            |
| Museu Histórico do Corpo de Bombeiros Militar do Estado do Rio de Janeiro | Rio de Janeiro  |                                                                            |
| Forte de Copacabana                                                       | Rio de Janeiro  | Museu Histórico do Exército                                                |
| Museu Histórico e Diplomático do Itamaraty                                | Rio de Janeiro  |                                                                            |
| Museu da Imagem e do Som                                                  | Rio de Janeiro  |                                                                            |
| Museu de Imagens do Inconsciente                                          | Rio de Janeiro  |                                                                            |
| Museu do Trem                                                             | Rio de Janeiro  |                                                                            |
| Museu das Telecomunicações                                                | Rio de Janeiro  |                                                                            |
| Museu Histórico da Cidade do Rio de Janeiro                               | Rio de Janeiro  |                                                                            |
| Museu Histórico Nacional                                                  | Rio de Janeiro  | MHN                                                                        |
| Museu Internacional de Arte Naïf do Brasil                                | Rio de Janeiro  | MIAN                                                                       |
| Museu Janete Costa                                                        | Niterói         |                                                                            |
| Museu de Arte Moderna                                                     | Rio de Janeiro  | MAM                                                                        |
| Monumento aos Mortos da Segunda Guerra Mundial                            | Rio de Janeiro  | Memorial Aos Mortos da II Guerra Mundial, Monumento aos Pracinhas          |
| Museu Amsterdam Sauer                                                     | Rio de Janeiro  |                                                                            |
| Museu da Força Expedicionária Brasileira                                  | Rio de Janeiro  |                                                                            |
| Museu da Maré                                                             | Rio de Janeiro  |                                                                            |
| Museu da Vida                                                             | Rio de Janeiro  |                                                                            |
| Museu de Favela                                                           | Rio de Janeiro  | MUF                                                                        |
| Museu do Meio Ambiente                                                    | Rio de Janeiro  |                                                                            |
| Museu do Futebol                                                          | Rio de Janeiro  |                                                                            |
| Museu da Cultura Judaica                                                  | Rio de Janeiro  |                                                                            |
| Museu Militar Conde de Linhares                                           | Rio de Janeiro  |                                                                            |
| Palácio de São Cristóvão                                                  | Rio de Janeiro  | Museu Nacional ou Museu de História Natural                                |
| Museu Nacional de Belas Artes                                             | Rio de Janeiro  | MNBA                                                                       |
| Museu Naval e Oceanográfico                                               | Rio de Janeiro  |                                                                            |
| Museu Socioambiental de Itaipu                                            | Niterói         |                                                                            |
| Museu Casa do Pontal                                                      | Rio de Janeiro  |                                                                            |
| Museu Cósmico                                                             | Rio de Janeiro  | Planetário de Santa Cruz                                                   |
| Museu do Positivismo Benjamim Constant                                    | Rio de Janeiro  | Casa de Benjamim Constant                                                  |
| Museu do Bonde                                                            | Rio de Janeiro  |                                                                            |
| Museu Imperial                                                            | Petrópolis      |                                                                            |
| Museu Villa-Lobos                                                         | Rio de Janeiro  |                                                                            |
| Palacete Princesa Isabel                                                  | Rio de Janeiro  | Ecomuseu Comunitário                                                       |
| Paço Imperial                                                             | Rio de Janeiro  |                                                                            |
| Palácio de Saxe e Bragança                                                | Rio de Janeiro  |                                                                            |
| Parque das Ruínas                                                         | Rio de Janeiro  |                                                                            |
| Pinakotheke Cultural                                                      | Rio de Janeiro  |                                                                            |
| Museu do Universo                                                         | Rio de Janeiro  | Planetário da Gávea                                                        |
| Polo de Pensamento Contemporâneo                                          | Rio de Janeiro  |                                                                            |
| Real Gabinete Português de Leitura                                        | Rio de Janeiro  | RGPL                                                                       |
| Reserva Cultural Niterói                                                  | Niterói         | Museu Petrobras de Cinema, Centro Petrobras de Cinema, Centro BR de Cinema |
| Sala José Cândido de Carvalho                                             | Niterói         |                                                                            |
| Solar do Jambeiro                                                         | Niterói         | Palacete Bartholdy                                                         |